# Рубцов, Николай Фёдорович
Николай Фёдорович Рубцов (1925—1972) — младший лейтенант Рабоче-крестьянской Красной Армии, участник Великой Отечественной войны, Герой Советского Союза (1945).

## Биография
Николай Рубцов родился 20 июля 1925 года в деревне Бардиха Бежецкого уезда. Проживал в посёлке Вербилки Талдомского района Московской области, окончил среднюю школу. В феврале 1943 года Рубцов был призван на службу в Рабоче-крестьянскую Красную Армию. С августа того же года — на фронтах Великой Отечественной войны. В 1944 году Рубцов окончил курсы младших лейтенантов. В боях три раза был ранен.
К октябрю 1944 года гвардии младший лейтенант Николай Рубцов командовал взводом 305-го гвардейского стрелкового полка, 108-й гвардейской стрелковой дивизии, 37-го стрелкового корпуса, 46-й армии, 2-го Украинского фронта. Отличился во время освобождения Венгрии. В октябре 1944 года Рубцов во главе разведгруппы захватил трёх языков в районе города Сегед и успешно доставил их командованию. В ночь с 4 на 5 декабря 1944 года взвод Рубцова переправился через Дунай в районе города Эрчи и принял активное участие в боях за захват и удержание плацдарма на его берегу, отразив пять контратак противника. В тех боях Рубцов получил тяжёлое ранение, после которого в госпитале ему ампутировали руку.
Указом Президиума Верховного Совета СССР от 24 марта 1945 года за «мужество, отвагу и героизм, проявленные в борьбе с немецкими захватчиками», гвардии младший лейтенант Николай Рубцов был удостоен высокого звания Героя Советского Союза с вручением ордена Ленина и медали «Золотая Звезда» за номером 7371.
В 1945 году по инвалидности Рубцов был уволен из Вооружённых Сил. Окончив Московский педагогический институт, остался в нём работать. Скоропостижно скончался 10 ноября 1972 года. Похоронен на кладбище посёлка Вербилки.
Был также награждён рядом медалей.
В честь Рубцова названа улица в Вербилках.